# Psoriáza

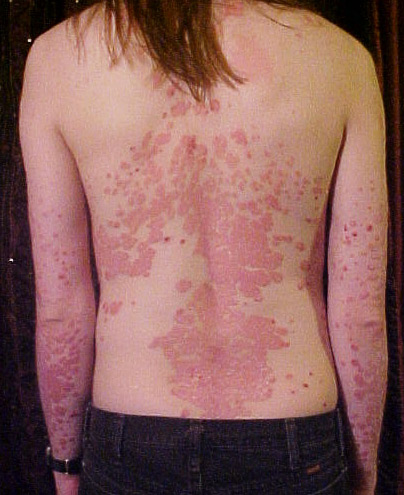
Zadní část těla postižená psoriázou

Psoriáza (nebo také lupénka, latinsky psoriasis vulgaris) je jedním z nejčastějších kožních neinfekčních onemocnění postihující především kůži, avšak kromě pokožky může postihovat též nehty a klouby. Nemoc postihuje přibližně 2–3 % populace, avšak v europoidní populaci může být její výskyt častější, jelikož jsou projevy nemoci mnohdy nevýrazné a není diagnostikována. Může být dědičná.
Nejčastěji se změny kůže poprvé objevují mezi 10. a 25. nebo mezi 35. a 60. rokem života. V průběhu života může docházet k opakovaným výskytům nemoci.
Onemocnění kloubů, které je do jisté míry podobné revmatoidní artritidě, se nazývá psoriatická artritida. V některých případech mohou být nejprve postiženy klouby a teprve později kůže.

## Příčina
Přestože přesná příčina, proč psoriáza u některých lidí vzniká, není známa, jsou definovány některé vlivy, které při vzniku psoriázy hrají určitou roli. Tyto vlivy můžeme rozdělit do následujících kategorií:
- Dědičnost – odhaduje se, že dědičnost má na svědomí vznik psoriázy asi u 30 % pacientů. Nedědí se však choroba jako taková, ale pouze náchylnost k ní. Spolu s dědičností musí být také přítomno působení provokujících faktorů, které vznik choroby vyvolají.
- Autoimunita – při vzniku lupénky je velmi pravděpodobná spoluúčast imunitního systému. Imunitní buňky zvané T-lymfocyty migrují do bazálních vrstev kůže, kde spouštějí uvolňování zánětlivých látek (cytokinů), což podporuje vznik chronického zánětu v kůži, na jehož podkladě dochází k nadměrné tvorbě nových kožních buněk a jejich olupování.
- Vnější prostředí – vlivy vnějšího prostředí nemohou samy o sobě způsobit psoriázu, mohou však urychlit její nástup nebo zhoršit její projevy. Mezi tyto negativní vlivy patří stres, infekce, poranění a některé léky. Dále se uvádějí klimatické a hormonální vlivy.

### Faktory, které mohou chorobu vyvolat
- infekce horních cest dýchacích (angíny u mladších pacientů či jiná virová onemocnění), infekce zubů, chronický zánět žlučníku aj.
- hormonální změny (puberta, období po porodu, klimakterium), během těhotenství obvykle nastává zlepšení
- životospráva (stres, alkohol, kouření, nedostatek spánku, nepravidelný životní rytmus)[2]
- jiná onemocnění jako cukrovka, dna, choroby jater (játra představují detoxikační orgán, u pacientů s lupénkou se snaží toxické zplodiny plísňového charakteru vyhazovat prostřednictvím pokožky) aj.
- obezita
- fyzikální vlivy (poranění, tření, střídavý tlak, ultrafialové záření, prudké změny teploty a klimatu)
- chemické vlivy (poleptání, podráždění kůže včetně agresivní místní léčby

## Příznaky
Psoriáza je především onemocnění kůže, avšak u 10–20 % pacientů je možno pozorovat také postižení kloubů (kloubní projevy), takzvanou psoriatickou artritidu. U takto postižených pacientů se rozvíjí chronický zánět jednoho nebo více kloubů, dlouhotrvající zánět může vést až k deformaci kloubu a úplné ztrátě jeho funkce. Kromě zmíněných oblastí velkých kloubů, kde se ložiska vyskytují nejčastěji, může psoriáza postihnout téměř jakékoli místo na těle včetně vlasové části hlavy či genitálií. Protože psoriáza se může vyskytovat v několika různých formách, nejsou její příznaky vždy u všech pacientů stejné. Nejčastější forma psoriázy se označuje jako psoriáza ložisková (psoriasis vulgaris). U pacientů jsou především na loktech a kolenou pozorována červená šupinatá ložiska na kůži, která se olupují.
Na rozdíl od ekzému se psoriáza nejvíce projevuje na vnější, takzvané extenzorové straně loktů a kolen. Při mírných formách choroby se na těle vyskytují jen ojedinělá nevelká ložiska červené kůže s bílými olupujícími se šupinami, v závažných případech však může olupující se pokožka pokrývat téměř celé tělo. Kromě kůže bývají často postiženy také nehty na nohou i na rukou. Někdy se také vyskytuje poškození nehtů přítomné samostatně, bez psoriatických ložisek na kůži. Psoriáza na nehtech vytváří mělké jamky, které se podobají jamkám v náprstku. Může také dojít ke zbytnění nehtového lůžka, které se pak lžičkovitě prohýbá nahoru. Pokud je ložisko lupénky pod nehtem, prosvítá skrze nehet nahoru jako nažloutlá skvrna.

## Léčba

### Lokální léčba
Léčivé přípravky se při této formě léčby aplikují pouze lokálně, tzn. přímo na postiženou kůži. Používají se masti, gely, tělová mléka a podobně. Lokální léčba se užívá především u méně závažných forem psoriázy. Její výhodou je minimální výskyt nežádoucích účinků, neboť účinné látky pronikají především do kůže, do celého organismu však jenom minimálně. Přípravky užívané pro lokální léčbu lupénky se rozdělují do skupin podle obsahu konkrétní účinné látky: černouhelný dehet, kortikosteroidy, kalcitriol, retinoidy, Antralin, kalcipotriol a keratolytika a hydratační přípravky.

### Systémové léky
Využívá se jich u závažnějších forem nemoci, jedná se o léky podávané v tabletách či injekcích. Protože účinná látka systémově podaného léku se dostane skrze krevní oběh do celého organismu, zvyšuje se oproti lokální léčbě riziko nežádoucích účinků. Právě kvůli zmírnění nežádoucích účinků se systémové léky často kombinují nebo střídají s jinými formami léčby. Pacienti, kteří systémovou léčbu užívají, musí pravidelně podstupovat krevní a jaterní testy, aby se včas odhalilo případné poškození organismu. Nejčastější systémově podávané léky užívané při léčbě psoriázy jsou Metotrexát, Cyklosporin a Retinoidy.

### Biologická léčba
V takzvané biologické léčbě se užívají látky vyráběné genetickým inženýrstvím, které se blízce podobají přirozeným molekulám produkovaným v organismu. Tyto látky mají schopnost zastavit v určitém místě sled kroků, které vedou ke spuštění reakce imunitního systému a udržování chronického zánětu. Látky užívané v biologické léčbě účinkují konkrétně na určitý aspekt v imunitní reakci organismu.
Biologická léčba zasahuje do imunitních mechanismů cíleně. Tlumí zánět v časné fázi, tedy v situaci, kdy ještě není dostatečně nastartovaný. Kůže se vyčistí a zůstává čistá. Léčba dále zlepšuje výskyt a závažnost přidružených onemocnění, která jsou typická pro pacienty s psoriázou, např. metabolického syndromu, kardiovaskulárního onemocnění, zánětu kloubů, depresí, úzkostí, únavy atd. Vrací pacienta do normálního pracovního i společenského života.

### Fototerapie
Dnešní poznatky ukazují, že každodenní a přitom nepříliš dlouhé vystavení se slunečnímu záření zmírňuje příznaky psoriázy. Pozdější poznatky také dokazují, že za léčivé účinky slunečního záření je zodpovědné ultrafialové záření, jeho krátkovlnná složka. To se dále rozděluje na tři složky: UVA, UVB a UVC záření. K léčbě psoriázy se užívá UVB složka. Existují dva typy UVB lamp, které emitují léčebně působící záření, širokopásmové a úzkopásmé. Pro zvýšení účinnosti fototerapie je možné současně aplikovat přípravky s retinoidy, dehtem nebo antralinem.
Tento názor se v poslední době mění. Vcelku obecná shoda je v chorobách, kde je vhodné nasazení fototerapie: Jsou to psoriáza, atopická dermatitida a vitiliga, nověji sklerodermie, morfea a další. K dispozici je spektrum UVA, UVA-1, UVA-2, UVB, UBC. UVA-1 se zdá nejúčinnější, protože proniká kůží a poškozuje ji minimálně. Nelze ho kombinovat se senzibilizujícími prostředky (PUVA).

### Fotochemoterapie neboli PUVA
Kombinace látky psoralenu a UVA složky ultrafialového záření se označuje jako PUVA. Při této metodě je pacient ozařován UVA zářením a zároveň užívá tablety psoralenu nebo tuto látku aplikuje lokálně. Přesný mechanismus, jakým PUVA potlačuje projevy psoriázy, není znám. Předpokládá se, že psoralen (viz furanokumarin) zvyšuje citlivost kůže k léčebným účinkům UVA záření.

### Alternativní léčba
Omezení konzumace sacharidů.[zdroj?]
Dechová cvičení – Wim Hofova metoda. Může souviset se nižší schopností vázat kyslík na hemoglobin u pacientů s psoriázou.
Domácí míchané konopné masti snižují záněty. Pro lepší roztíratelnost lze přidat bambucké máslo s čistým organickým kokosovým olejem.
Stále častěji se k léčbě nebo alespoň ke zmírnění příznaků používá sůl z Mrtvého moře a krémy z Aloe vera. V poslední době se objevují studie a poznatky, které potvrzují, že léčba lupénky je možná také s použitím oleje extrahovaného z tuku pštrosa emu.[zdroj?]